# Schanzeln

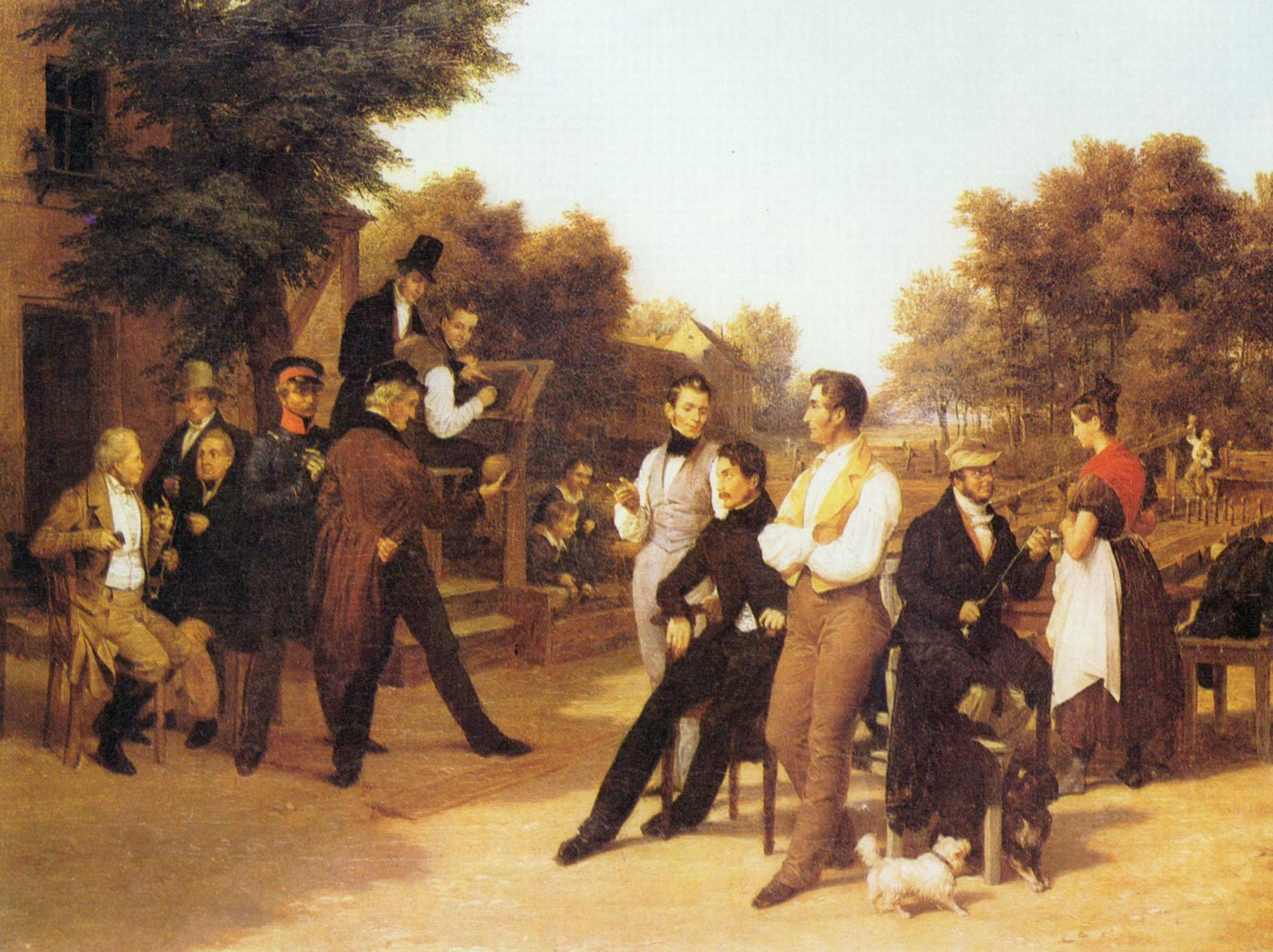
Friedrich Eduard Meyerheim: Die Kegelgesellschaft, 1834

Das Schanzeln oder Schanz'ln ist eine Abart des Kegelspiels, bei der es oft um sehr hohe Geldeinsätze ging, weshalb es auf der Liste verbotener Spiele des k.u.k. Justizministeriums von 1904 angeführt war. Ein begeisterter Anhänger dieses Spiels war Wolfgang Amadeus Mozart.

## Zur Wortbedeutung
Als Schanze bezeichnet man beim Kegelspiel das zusammengelegte Geld, das derjenige zur Gänze gewinnt, der die meisten Kegel schiebt.
Schanze leitet sich vom frz. Chance ab, Schanzel ist die Verkleinerungsform und schanzeln das daraus abgeleitete Verb. 